# Jan Franciszek Drewaczyński

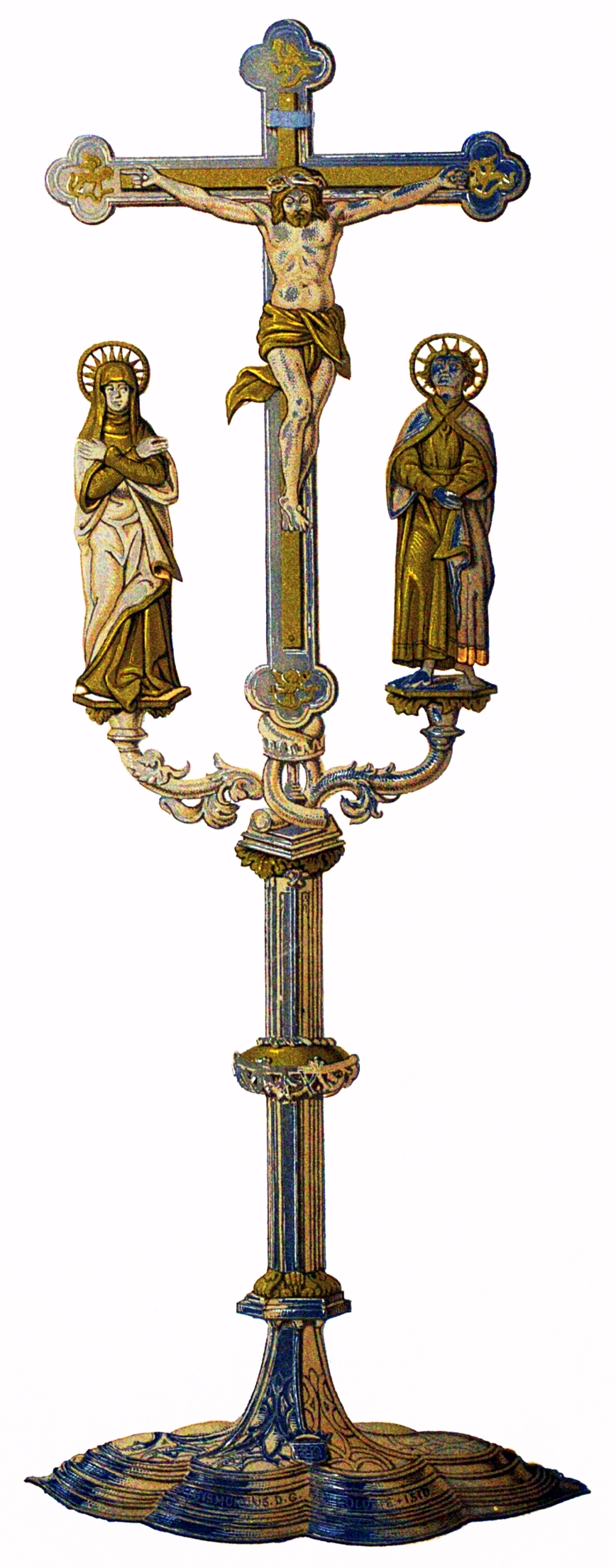
Rysunek autorstwa J. Drewaczyńskiego i Maksymiliana Fajansa przedstawiający gotycki krucyfiks ze skarbca jasnogórskiego

Jan Franciszek Drewaczyński, brat (Fra) Angelico, Angelik (ur. 27 stycznia 1826 w Warszawie, zm. 18 lutego 1899 w Krakowie) – polski malarz i tercjarz dominikański, autor wielu obrazów religijnych, m.in. obrazu ołtarzowego w kaplicy św. Józefa w bazylice Świętej Trójcy w Krakowie.

## Życiorys
Pobierał lekcje malarstwa u Aleksandra Kokulara i być może także u Antoniego Blanka. W 1844 podjął studia w warszawskiej Szkole Sztuk Pięknych, kończąc naukę w 1848. Od 1852 do 1876 przebywał w Rzymie, gdzie początkowo uczył się u Johanna Friedricha Overbecka, a w 1859 jako brat Angelico został tercjarzem dominikańskim w klasztorze św. Sabiny, zakładając tam swoją pracownię, specjalizującą się w malarstwie sakralnym w duchu nazareńczyków. Od 1876 mieszkał w Krakowie, w tamtejszym klasztorze dominikańskim, gdzie kontynuował malarstwo sakralne, ponadto zajął się renowacją tamtejszych starych obrazów, w tym Dolabelli. Pochowany na cmentarzu Rakowickim w Krakowie kw. VIII, gr. dominikanów.
Kilka obrazów Drewaczyńskiego zachowało się w krakowskim klasztorze dominikańskim, jeden jest w zbiorach Muzeum Narodowego w Krakowie, a zbiór rysunków z czasów studenckich w Muzeum Narodowym w Warszawie. Ponadto jego rysunki zabytków skarbca jasnogórskiego wykonane w 1852 zostały opublikowane w postaci 14 litografii (Aleksander Przezdziecki, Edward Rastawiecki, „Wzory sztuki średniowiecznej i z epoki Odrodzenia po koniec wieku XVII w dawnej Polsce” (Warszawa, Paryż, 1853-1869).